# Bernard du Bus de Gisignies
Jonkheer Bernard Amé Léonard du Bus de Gisignies (Sint-Joost-ten-Node, 21 de junio 1808 - Bad Ems, Alemania, 6 de julio 1874) fue un noble, político neerlandés, y posteriormente un ornitólogo y paleontólogo belga.
Era el segundo hijo de Leonard Pierre Joseph du Bus de Gisignies. Se casó con Petronilla Truyts el 19 de mayo de 1845, teniendo dos hijos viscondes: Bernard Daniel (Sint-Joost-ten-Node, 7 de octubre 1832-Bruselas, 17 de febrero 1917) y Chretien (Sint-Joost-ten-Node, 4 de noviembre 1845-Jabbeke, 3 de julio de 1883).
Estudió leyes en la Universidad Católica de Lovaina, pero pronto se interesó más en la ornitología. En 1835, presentó un manuscrito a la Real Academia de Bélgica en donde describía el pájaro Leptorhynchus pectoralis. Fue miembro del Parlamento por Soignies.
En 1846, fue el primer director de la Real Instituto Belga de Ciencias Naturales. En esa ocasión donó 2474 aves de su propia colección para el museo. En 1860, durante la construcción de nuevas fortificaciones alrededor de Amberes, se involucró en la paleontología. Halló numerosos fósiles principalmente de ballenas. También obtuvo el esqueleto de una Balaena mysticetus y de un joven Balaenoptera musculus, que todavía están en exhibición en el museo. En 1860, el esqueleto de un mamut fue hallado cerca de Lier (Bélgica), y fue llevado al museo (en exhibición desde 1869). En ese momento el único esqueleto de un mamut exhibido en museo era el de San Petersburgo (Rusia).
En 1867, fue director de la Sección de Ciencias de la Real Academia de Bélgica.